# АНТ-11
АНТ-11 (второе название МТБТ — морской тяжелый бомбардировщик-торпедоносец) — советский проект гидросамолёта, разработанный в АГОС ЦАГИ.

## История
9 ноября 1928 года Научно-технический комитет Управления ВВС утвердил задание на морской тяжелый бомбардировщик-торпедоносец, то есть МТБТ. Требовалась летающая лодка с нормальной бомбовой нагрузкой 2000 кг (при перегрузочной — 2400 кг) и вооружением из четырех пулеметов ДА (по два на двух турелях с запасом в 12 дисков на каждый). Предусматривалась подвеска бомб калибром до 1000 кг включительно. Альтернативно машина должна была нести две торпеды ТАН-12 или ТАН-27, которые сбрасывались раздельно или залпом. Очень высокие требования предъявлялись к мореходности лодки. Военные требовали обеспечить посадку в открытом море при волне до 2 м. Устойчивость намеревались обеспечить боковыми спонсонами (как у немецкого самолета Dornier Do 16 (тогда ещё Dornier Do J), состоявшего на вооружении СССР под обозначением ДВ). Планировался экипаж из шести человек: освобожденный от других обязанностей командир, пилот, штурман (он же бомбардир, торпедист, радист и фотограф), бортмеханик и два стрелка. Интересно, что пилот предусматривался один, но управление — двойное. Второй, отключаемый, штурвал при необходимости должен был взять в руки сидящий рядом с пилотом механик. Экзотикой задания являлся пункт о съемном парусном вооружении. Конструкторы должны были спроектировать телескопическую мачту и все остальное, что требовалось для движения под ветром. Самолёт по этой спецификации начнут разрабатывать в АГОС ЦАГИ начиная с 1929 года.

## Конструкция
Существует две версии конструкции АНТ-11, взятые из книг двух разных авторов.
По данным Владимира Котельникова, его вариант описан в книге «Самолёты-гиганты СССР», должен был получиться четырехмоторный моноплан-катамаран (с двумя лодками). Стабилизатор выполнялся подвижным, позволяющим менять угол установки в полете. Спонсоны при этом исключались. Устойчивость обеспечивалась расстояние между фюзеляжами.
Вторая версия конструкции подробна описана в книге «Гидросамолёты и экранопланы России», написанная Геннадием Фёдоровичем Петровым. Он говорит об АНТ-11 как летающей лодке с бортовыми поплавками или спонсонами для поперечной устойчивости. Также предусматривалось размещение телескопической мачты для установки паруса. В начале 30-х годов так оснащали самолеты для эксплуатации в Северных районах. В планах было использование «переставляемого в полете стабилизатора» и электроподогрев торпедосбрасывателей. В итоге, такой самолёт никогда не появился, оставшись только на чертежах, но он послужил основой для создания МК-1 (АНТ-22).
И Андрей Туполев, и Иван Погосский, работавшие над АНТ-11, впоследствии занимались созданием МК-1.

## Лётно-технические характеристики
Взято из книги Г.Ф. Петрова «Гидросамолёты и экранопланы России»:
- Полезная нагрузка, кг - 3920;
- Скорость у земли, км/ч - 180—190;
- Потолок, м - 5000;
- Вооружение - шесть пулеметов ДА;
- Бомбовая нагрузка, кг - 2000—2500;
- Экипаж - 6 чел.